# Постпроизводство

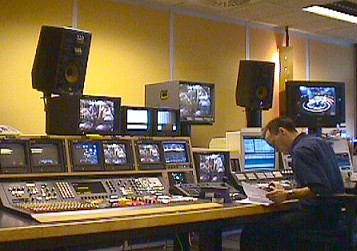
Студия редактирования видео

Постпроизводство, часто используется англицизм постпрода́кшн (от англ. post- «после» + production «производство») — этап/стадия/период производства кино, сериалов, радиопередач и прочих видов цифрового искусства, следующий за этапом съёмок или записи отдельных сегментов работы.
Применительно к кинематографии означает монтажно-тонировочный период — этап обработки видеоматериала после съёмок эпизодов фильма, подготовка и изготовление компьютерных объектов, редакция, монтаж, озвучивание и обработка материала фильма.

## Краткие сведения

### Постпроизводство в кино
В кинематографе постпроизводство известно под названием монтажно-тонировочный период.
В СССР
В Советском Союзе монтажно-тонировочный период включал в себя:
- монтаж рабочего позитива;
- речевое озвучивание;
- запись музыки;
- шумовое озвучивание;
- изготовление надписей;
- перезапись фонограммы фильма;
- сдача фильма на двух плёнках;
- монтаж негатива;
- цветоустановка;
- печать копий на одной плёнке;
- изготовление комплекта исходных материалов;
- сдача исходных материалов;
- производственно-финансовый отчёт;
- роспуск съёмочной группы.

В США
Обычные фазы постпроизводства, принятые в голливудских студиях с конца 1960-х годов, с середины 1980-х годов используются повсеместно:
- лабораторная обработка отснятой киноплёнки;
- синхронный перевод изображения в цифровые файлы;
- расписание всех диалогов и действий для последующего монтажа;
- загрузка фильма в компьютеры для последующей цветовой обработки и монтажа;
- совмещение отснятого материала в соответствии с указаниями режиссёра, в том числе совмещение киноматериала с компьютерными статичными или движущимися изображениями;
- синхронное озвучивание готового киноматериала — добавление фоновых голосов и шумов;
- окончательный монтаж фильма (в цифровом формате);
- телесини (или -чини; от англ. telecine) — цветовая коррекция готового фильма, работа над уравниванием цветов изображения в целом;
- синхронный перевод готового фильма из цифрового формата на киноплёнку.

Подобный процесс обычно длится от трёх до шести месяцев. Организация IBISWorld уже назвала аналоговое постпроизводство одной из «умирающих индустрий» кино, так как раньше этим занимались отдельные специализированные студии и фирмы, а с началом третьего тысячелетия традиционные постпроизводственные услуги всё более заменяются цифровыми.